# Xã Lake Fremont, Quận Martin, Minnesota
Xã Lake Fremont (tiếng Anh: Lake Fremont Township) là một xã thuộc quận Martin, tiểu bang Minnesota, Hoa Kỳ. Năm 2010, dân số của xã này là 162 người.